# Александр (Добрынин)
Архиепископ Александр (в миру Андрей Васильевич Добры́нин; 1 [13] августа 1820, Веретея, Ярославская губерния — 28 апреля [10 мая] 1885, Вильна) — епископ Русской православной церкви, архиепископ Литовский и Виленский.

## Биография
Родился 1 августа 1820 года в селе Веретея Мологского уезда в семье священника.
Окончил Ярославскую духовную семинарию, затем в 1843 году — Санкт-Петербургскую духовную академию.
29 сентября 1845 года удостоен степени магистра и назначен преподавателем математики в Новгородскую семинарию.
17 ноября 1846 года был пострижен в монашество, а 21 ноября рукоположён во иеромонаха.
С 31 октября 1847 года — инспектор Пермской семинарии и преподаватель истории.
С 30 марта 1849 года — инспектор Новгородской семинарии и преподаватель философии.
3 июня 1851 года возведён в сан архимандрита.
С 31 августа 1851 года — ректор Литовской семинарии, профессор богословия и настоятель Свято-Духова монастыря в Вильне.
В этот же период исполнял обязанности цензора проповедей, произносимых в православных церквах города Вильны и вообще духовных сочинений; был членом попечительства о бедных духовного звания, директором Виленского губернского комитета общества попечения о тюрьмах, благочинным монастырей Гродненской губернии, действительным членом Виленского музея и археологического общества.
Был всесторонне образованным человеком своего времени, отличался кротостью, сердечностью, простотой и приветливостью в обращении.
В 1859 году архимандрит Александр, ректор Литовской семинарии, являлся действительным членом личного состава Музеума древнойстей Виленской археологической комиссии.
21 ноября 1860 года в Виленском Свято-Духовом монастыре хиротонисан во епископа Ковенского, викария Литовской епархии.
Его архипастырская деятельность начиналась под непосредственным руководством митрополита Иосифа (Семашко), деятельным сподвижником которого стал епископ Александр.
С 14 августа 1868 года — епископ Минский и Бобруйский.
Был избран почётным членом Киевской духовной академии.
27 марта 1877 года возведен в сан архиепископа.
С 25 апреля 1877 года — архиепископ Донской и Новочеркасский.
С 1879 года — архиепископ Литовский и Виленский.
Много положил труда в деле укрепления православия в Северо-Западном крае России. Он строил и лично освящал церкви, открывал новые и возобновлял старые братства. Его стараниями и заботами многие церкви и причты в крае были обеспечены землями и постройками. При нём во всех церквях заведены были церковно-приходские летописи для важнейших событий местной жизни, при каждом приходе открывались церковные школы. Нелёгким было служение в этом крае, особенно в Вильно, где оскорбления русских людей на улицах были обычным явлением.
Скончался 28 апреля 1885 года в Вильне. Погребён в пещерном храме Свято-Духова монастыря.